# 11299 Annafreud
A 11299 Annafreud (ideiglenes jelöléssel 1992 SA22) a Naprendszer kisbolygóövében található aszteroida. Eric Walter Elst fedezte fel 1992. szeptember 22-én.
Nevét Anna Freud (1895 – 1982) osztrák pszichoanalitikus után kapta.